# Mehnagar
Mehnagar là một thị xã và là một nagar panchayat của quận Azamgarh thuộc bang Uttar Pradesh, Ấn Độ.

## Địa lý
Mehnagar có vị trí 25°53′B 83°07′Đ / 25,88°B 83,12°Đ Nó có độ cao trung bình là 61 mét (200 feet).

## Nhân khẩu
Theo điều tra dân số năm 2001 của Ấn Độ, Mehnagar có dân số 13.319 người. Phái nam chiếm 52% tổng số dân và phái nữ chiếm 48%. Mehnagar có tỷ lệ 63% biết đọc biết viết, cao hơn tỷ lệ trung bình toàn quốc là 59,5%: tỷ lệ cho phái nam là 72%, và tỷ lệ cho phái nữ là 53%. Tại Mehnagar, 18% dân số nhỏ hơn 6 tuổi.